# 1940 في الجزائر
الأحداث من عام 1940 في الجزائر.

## الأحداث
3 يوليو – هجوم البحرية البريطانية على سرب للبحرية الفرنسية راس في الميناء العسكري لقاعدة المرسى الكبير (خليج وهران، الجزائر). وسجلت 1297 حالة وفاة

## المواليد
- 13 يناير – أحمد قايد صالح
- 24 مايو– محمد سالم
- 5 أكتوبر– سيد احمد أقومي (الاسم الحقيقي سيد أحمد مزيان) ممثل جزائري.[1]
- 12 أكتوبر – حاج عبد الرحمان
- علي مسيلي، سياسي توفي عام 1987.

## الوفيات
- 16 أبريل – عبد الحميد بن باديس